# Cementerio de Zahiroddoulé
El Cementerio de Zahiroddoulé (en persa: ظهيرالدوله) se encuentra en Darband, cerca de Tachrish (en Shemirán, hoy un barrio dentro de los límites de la ciudad de Teherán)  muchos personajes importante iraníes del arte y la cultura están enterrados allí, entre otros se encuentran sepultados en sus espacios: Irach Mirzá, Mohammad Taqí Bahar, Forugh Farrojzad, Abolhasán Sabá, Ruhollah Jaleqí, Rahí Moayyerí, y Darvish Jan.